# Túrmezei Erzsébet
| Túrmezei Erzsébet                         | Túrmezei Erzsébet                                                                                 |
| Kattints az alábbi külső linkek egyikére! | Kattints az alábbi külső linkek egyikére!                                                         |
| ----------------------------------------- | ------------------------------------------------------------------------------------------------- |
| Nem található szabad kép.(?)              |                                                                                                   |
| külső link · jogvédett                    | Túrmezei Erzsébet. Forrás: Fébé Evangélikus Diakonisszaegyesület. EVANGELIKUS.HU 2022. január 19. |

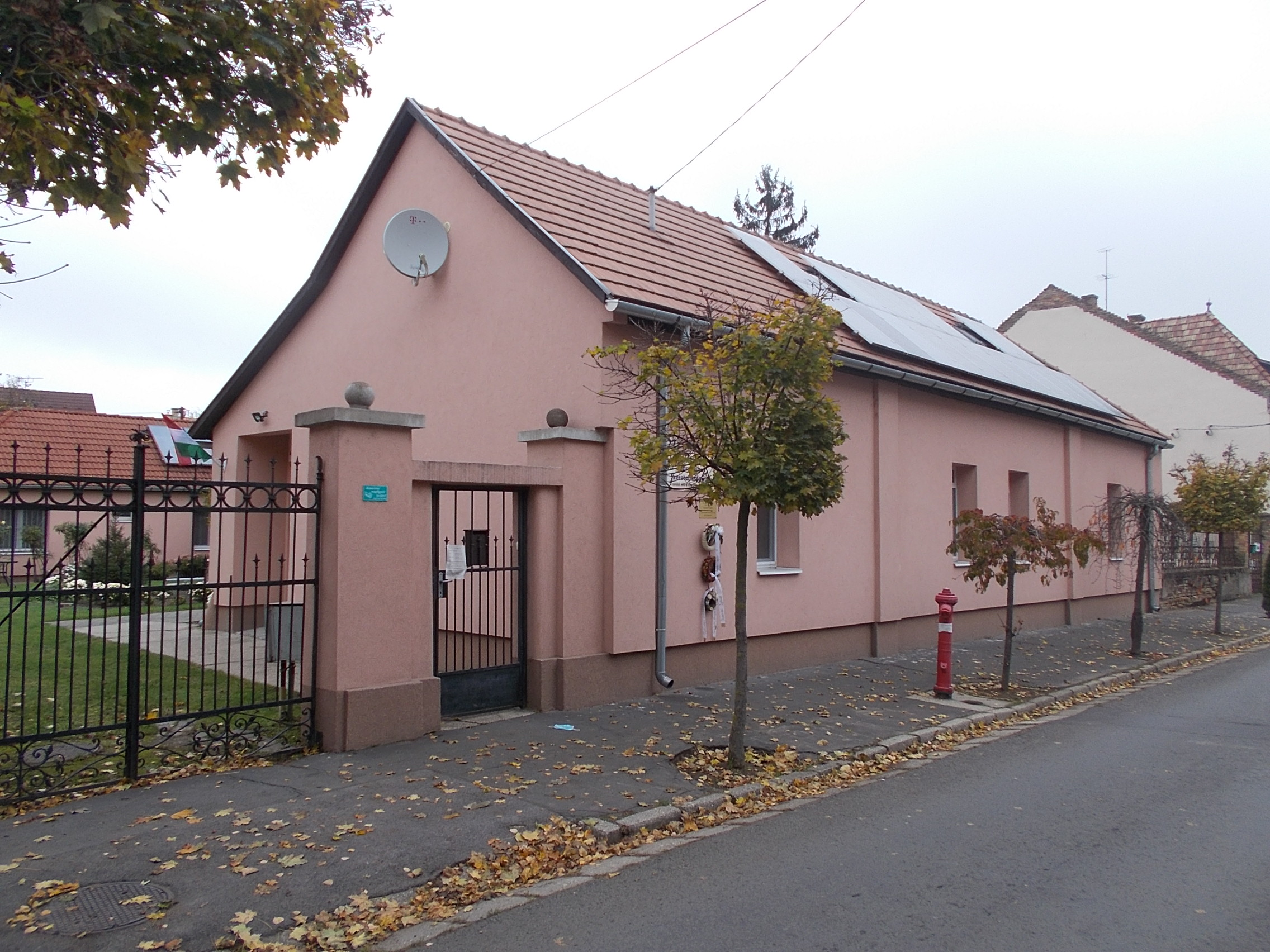
Túrmezei Erzsébet Evangélikus Szeretetszolgálat

Túrmezei Erzsébet (Tamási, 1912. február 14. – Budapest, 2000. május 22.) magyar–német szakos tanárnő, költő, műfordító, a FÉBÉ Evangélikus Diakonissza Egyesület diakonisszája, majd 1990 utáni első főnökasszonya. A magyar evangélikus egyház 20. századi történetének kiemelkedő alakja.

## Életpályája
1941-től evangélikus diakonisszaként szolgált. A fordulat éve 1948 után a kommunista vezetés feloszlatta a diakonissza anyaházakat. Túrmezei Erzsébet a balassagyarmati szeretetotthon vezetője lett. 1975-ben meg kellett válnia Balassagyarmattól és a hivatalos egyházi szolgálattól. Gubek Mária hosszú évekre fogadta be csömöri otthonába, majd a Karácsony Sándor utcai szeretetotthonban lakott. 1990-ben a Fébé Evangélikus Diakonissza Egyesület újraindulásakor őt választották Főnökasszonynak. E tisztségét haláláig (2000) ellátta.

## Művei
- A minta
- Így leszel áldás (1970)

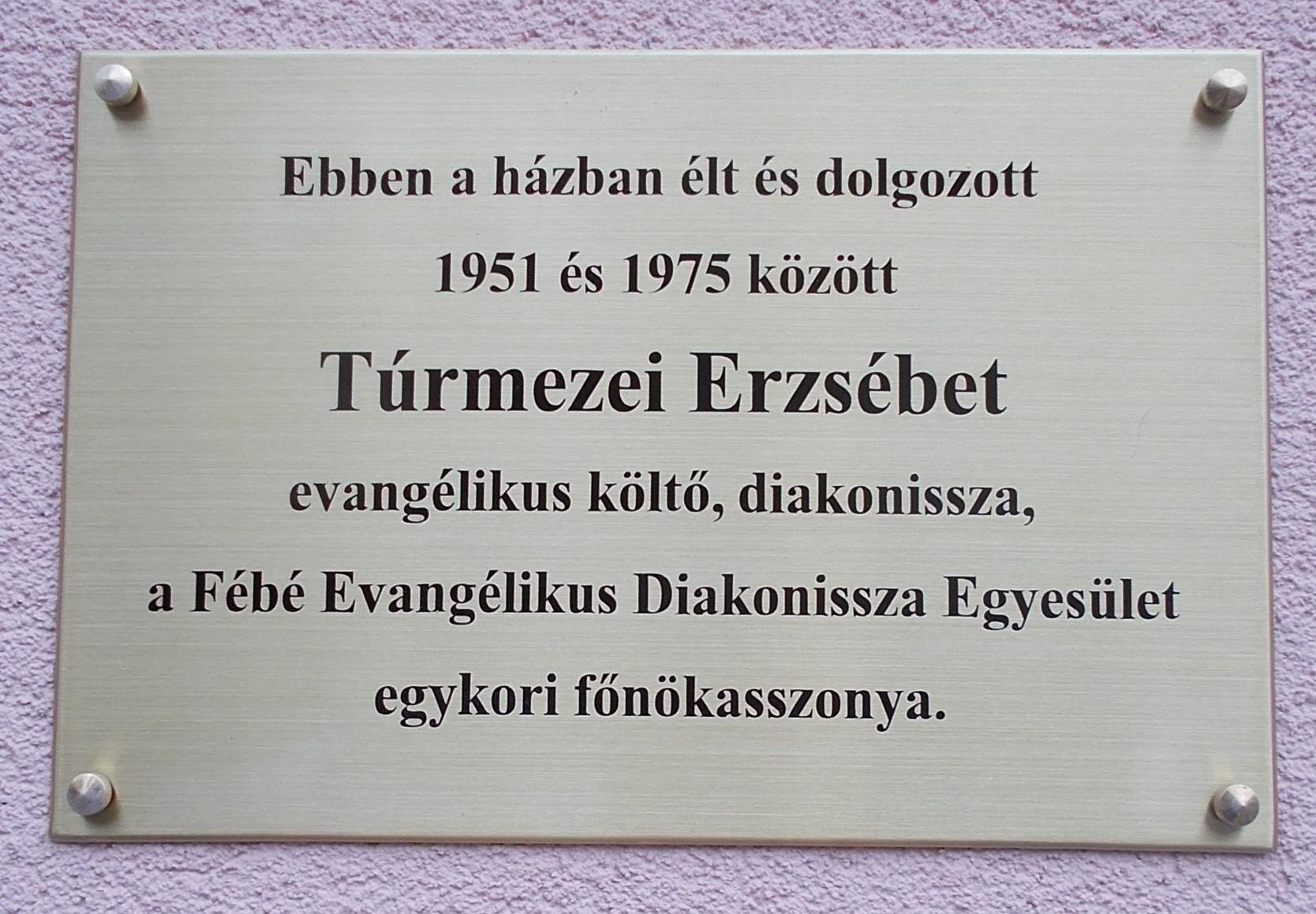
Emléktáblája Balassagyarmaton

- Emberré lettél, hogy ember legyél (1979)
- Most élni küldetés (1984)
- Ádventtől adventig (1987)
- Ragyogjatok szép csillagok (1994)
- Csodát virágzik a jelen (1995)
- Őszből tavaszba (1997)
- Vonat nem állt meg (1997)
- Megtaláltam (2003)

Összegyűjtött verseit, fordításait, prózáit öt kötetben a Fébé Evangélikus Diakonissza Egyesület adta ki 2007-ben. Szerzői jogait az Egyesületre hagyta.

## Emlékezete
- Sírja Csömörön található.
- A Magyarországi Evangélikus Egyház Túrmezei Erzsébet-emlékbizottságának döntése értelmében 2012-ben „Ancilla Domini – Túrmezei Erzsébet-emlékkönyv”-et adtak ki. [1]

## Díjai, elismerései
- Balassagyarmat díszpolgára
- Budapest-Józsefváros díszpolgára
- Csömör díszpolgára